# Фогель, Герман Вильгельм
Герман Вильгельм Фогель (нем. Hermann Wilhelm Vogel; 26 марта 1834, Добрилуг, Лаузиц — 17 декабря 1898, Шарлоттенбург) — немецкий физик, химик и фотограф, известный теоретик фотографии и специалист по спектральному анализу, технически усовершенствовавший цветную фотографию. Фогелю обязано также развитие выставочного дела по фотографии.

## Биография
До 19 лет занимался торговлей, а затем поступил в Берлинскую промышленную академию (нем. Gewerbeakademie in Berlin), где изучал химию и физику. По окончании курса работал на сахарном заводе, затем в 1858 г. вернулся в Академию в качестве ассистента профессора Раммельсберга и Дове, а в 1860 г. перешел на ту же должность в Минералогический музей университета к проф. Розе, где оставался до 1865 г.
С 1863 г. начинается деятельность Фогеля по фотографии. Он основывает Берлинское фотографическое общество(«Photographischer Verein»), а в 1864 г. начинает чтение лекций по фотографии в Промышленной академии, и издаёт, существующий до сих пор, журнал «Фотографические известия» («Photographische Mitteilungen»), одновременно с этим учредив фотолабораторию в Берлинском ремесленном училище.
В 1869 г. он основывает «Ассоциацию по развитию Фотографии» («Verein zur Förderung der Photographie»), в 1887 г. «Немецкое общество друзей Фотографии» («Deutsche Gesellschaft von Freunden der Photographie»).
Как учёный и фотограф участвовал в многочисленных экспедициях — в том числе наблюдал солнечные затмения в Адене в 1868, на Сицилии в 1870 и на Никобарских островах в 1875.
В 1870 и 1883 г. по приглашению National photographie Association of North America посетил Соединённые Штаты, где в 1870 г. участвовал в фотографическом конгрессе в Кливленде.
С 1872 года Фогель был председателем союза Немецкого Прикладного Искусства, а с 1884 г. до конца жизни Фогель состоял директором фототехнической лаборатории Высшей политехнической школы в Шарлоттенбурге (бывшей Промышленной академии).

## Научная деятельность
Научная деятельность Фогеля, посвященная главным образом исследованию фотохимических процессов, началась в 1863 году с изучения действия света на хлористые, бромистые и йодистые соединения серебра. Наиболее важные работы Фогеля в этой области касаются открытых им (1873) сенсибилизаторов, то есть веществ, которые способны повышать спектральную чувствительность серебряных соединений фотографических эмульсий, (которые тогда были чувствительны только к синему и ультрафиолетовому свету) к лучам различной длины волны. Эти работы привели к ортохроматической фотографии, а также дали возможность создать трехцветное печатание. Однако достижение полностью панхроматического (чувствительного ко всему диапазону видимого света) результата должно было ждать до новых открытий краски, что и произошло в начале 1900-х.
Другие работы по фотографии касаются пигментного печатания (известен фотометр Фогеля), вопросов фотографической перспективы и т. д. Спектральный анализ обязан Фогелю внимательным изучением спектров поглощения множества веществ.
В дополнение к его работе, как фотографический технический новатор, Фогель между 1882 и 1886 преподавал Альфреду Стиглицу.

### Публикации
- Lehrbuch der Photographie (3. Aufl., Berlin 1878) (1-е изд. 1867-70, 4-е изд., в 4 тт., под заглавием «Handbuch» в 1890-94 г.); ;
- Praktische Spektralanalyse irdischer Stoffe (2. Aufl., Berlin 1888 ff.);
- Die chemischen Wirkungen des Lichts und die Photographie (2. Aufl., Leipzig 1883);
- Die Photographie farbiger Gegenstände in den richtigen Tonverhältnissen (Berlin 1885);
- Vom Indischen Ozean bis zum Goldland Reisebeobachtungen (Berlin 1877);
- Lichtbilder nach der Natur (Berlin 1879)
- «Photographie» (1900, посмертное издание под редакцией Е.Фогеля)
- Несколько описаний путешествий, напр. «Vom Indischen Ozean bis zum Goldland» (1878).